# Alberto Abalde Rodríguez
Alberto Abalde Rodríguez (Vigo, Pontevedra, 10 de novembre de 1958) és un exjugador de bàsquet gallec. Amb una alçada de 201 cm, jugava com a aler. És el pare dels també jugadors de bàsquet Tamara Abalde i Alberto Abalde Díaz.

## Clubs
- 1980-1981 - Porcellanes Santa Clara Vigo
- 1982-1986 - Obradoiro Santiago
- 1986-1992 - C.B. OAR Ferrol
- 1992-1993 - Concello de Meis Pontevedra